# Anysiw
Anysiw (ukr. Анисів) – wieś na Ukrainie, w obwodzie czernihowskim, w rejonie czernihowskim, w hromadzie Iwaniwka. W 2001 liczyła 1441 mieszkańców.